# Cassa italiana di previdenza e assistenza dei geometri liberi professionisti
La Cassa italiana di previdenza e assistenza dei geometri liberi professionisti (CIPAG) è un ente gestore di forme di previdenza di primo pilastro, avente lo scopo di provvedere al trattamento pensionistico dei geometri liberi professionisti ad esso iscritti.

## Storia
La Cassa Italiana di Previdenza e Assistenza dei Geometri liberi professionisti (CIPAG), è stata istituita nel 1955 come ente pubblico per la previdenza e assistenza dei Geometri. Dal 1º gennaio 1995 è stata privatizzata e trasformata in associazione di diritto privato con l'attuale denominazione e conta, ad oggi, circa 75.000 iscritti. La Privatizzazione ha riguardato esclusivamente il conferimento dell'autonomia, non la funzione che resta Pubblica, tanto è vero che la CIPAG risulta compresa nell'elenco ISTAT delle Pubbliche Amministrazioni.

## Caratteristiche
La Cassa, a seguito dell'entrata in vigore del d.lgs. n. 509/1994, è un ente di diritto privato che svolge un servizio pubblico di tipo previdenziale e assistenziale previsti dall'art. 38 della Costituzione.
CIPAG quindi paga le pensioni e le altre prestazioni previdenziali con i contributi che riscuote dagli iscritti.
Le pensioni sono calcolate con sistema misto e cioè secondo il metodo reddituale o retributivo (in base ai redditi conseguiti dagli iscritti, compresi fra un minimo ed un massimo predeterminati) fino al 2007 per le pensioni di anzianità e fino al 2010 per le pensioni di vecchiaia; successivamente a tali date, nel rispetto del principio del pro-rata, le pensioni sono calcolate secondo il metodo contributivo, in base ai contributi previdenziali effettivamente versati.

### Leggi
- Costituzione della Repubblica Italiana
- Decreto legislativo 30 giugno 1994, n. 509, in materia di "Attuazione della delega conferita dall'art. 1, comma 32, della legge 24 dicembre 1993, n. 537, in materia di trasformazione in persone giuridiche private di enti gestori di forme obbligatorie di previdenza e assistenza."
- Decreto-legge 2 dicembre 2011, n. 201, articolo 24, in materia di "Disposizioni urgenti per la crescita, l'equita' e il consolidamento dei conti pubblici."

### Circolari
- Circolare Ministero del Lavoro e delle Politiche sociali - 16 giugno 2012 (PDF) (archiviato dall'url originale il 4 maggio 2014).